# Сухов, Александр Яковлевич
Сухов Александр Яковлевич (1903—1991) — советский кинооператор документального кино. Член Союза кинематографистов СССР с 9 июня 1959 года.
Заслуженный деятель искусств РСФСР (1988).

## Биография
Родился 2 мая 1903 года в Одессе.
В 1929 году окончил Государственный техникум кинематографии (ГТК) в Одессе и начал свою творческую деятельность на Киевской кинофабрике в качестве кинооператора.
С 1929 по 1948 год работал оператором Украинской, Воронежской, Ростовской киностудий и Центральной студии документальных фильмов. Его работа была связана с крупнейшими стройками и предприятиями СССР (Днепрострой, шахты Донбасса). А. Я. Сухову принадлежит ряд киноочерков о героях труда, новаторах, ударниках довоенных пятилеток. Он принимал участие в съемке таких фильмов советского кино, как «Трансбалт», «Шахтеры Донбасса», «Урал куёт победу» и других. За создание полнометражного фильма «Советская Башкирия» был награждён Почётной грамотой Верховного Совета Башкирской АССР (1948).
В 1943—1945 годы А. Я. Сухов — фронтовой оператор, военный корреспондент Центральной студии документальных фильмов. Киноматериал, отснятый А. Я. Суховым был использован в фильме Романа Кармена «Великая Отечественная» (1979) и его фамилия указана в титрах этого фильма. Он снимал боевые действия на фронтах. 29 ноября 1944 года был тяжело ранен на фронте.
С 1948 года работал в Оренбургском корпункте Куйбышевской студии кинохроники. Высокую оценку получили фильмы «Есть наша комсомольская», «Рассказ о степном пастухе», «Память сердца», «Рабочий человек», «Школа героев», «Молодость ведет», «Прокофий Нектов», «Рождение гиганта», «Огни над Окой», «У самого синего моря», над которыми он работал как режиссёр-оператор. За время работы в кинохронике Суховым было снято более 1000 сюжетов для киножурналов «Поволжье» и «Новости дня».
Скончался 6 марта 1991 года в Пензе.

### Семья
- Жена — Сухова (Пышко) Зинаида Марковна (1906—1986).
  - Дочь — Сухова Элеонора Александровна (1925—2014), врач- рентгенолог Пензенского онкологического диспансера.
  - Зять — Вигалок Соломон Григорьевич (1923—1913), полковник медицинской службы, военный врач, участник ВОВ.
    - Внук — Вигалок Александр, инженер.

## Фильмография
- 1932 — Макеевка в мае
- 1937 — Воронежский сельскохозяйственный институт
- 1938 — Славный юбилей
- 1941 — Память сердца
- 1948 — Советская Башкирия
- 1949 — Преобразование степи
- 1951 — Праздник весны и труда
- 1951 — Огни над Окой
- 1959 — Там, где были ковыли
- 1960 — Рассказ о степном пастухе
- 1961 — Есть наша комсомольская
- 1962 — Школа героев

## Награды и премии
- Орден Красной Звезды (1976)
- Орден Отечественной войны II степени (1985)
- Медаль За трудовую доблесть (1957)
- Медаль «За освоение целинных земель» (1957)
- Медаль «За победу над Германией в Великой Отечественной войне 1941—1945 гг.» (1945)
- Заслуженный деятель искусств (4.05.1988)
- Медали